# Stade Vélodrome (Antsirabe)
Het Stade Vélodrome is een voetbalstadion in de Malagassische stad Antsirabe. Het stadion biedt plaats aan 5.000 toeschouwers, Japan Actuel's FC speelt haar thuiswedstrijden in dit stadion.